# Direktionsrecht
Das Direktionsrecht (auch Weisungsrecht) ist in Deutschland das Recht des Arbeitgebers auf Grundlage des Arbeitsvertrages gegenüber dem Arbeitnehmer, (An-)Weisungen zu erteilen.

## Umfang
Der Arbeitnehmer ist aufgrund des Arbeitsvertrages dem Arbeitgeber zur Arbeitsleistung verpflichtet. Im Arbeitsvertrag werden meistens jedoch lediglich Art und Umfang der zu verrichtenden Arbeit sehr allgemein geregelt, Einzelheiten der zu erbringenden Arbeitsleistung sind in ihm jedoch nicht enthalten. Um die Arbeitsleistung konkret zu bestimmen, hat der Arbeitgeber ein Weisungs-, Direktions- oder Leitungsrecht im Hinblick auf die Ausführung der Arbeitsleistung (Konkretisierung). Je weniger im Arbeitsvertrag geregelt ist, umso mehr unterliegt der Konkretisierung durch Weisung des Arbeitgebers. Die Weisungen des Arbeitgebers haben als einseitige und empfangsbedürftige Willenserklärungen rechtsgeschäftlichen Charakter.
Seit Januar 2003 findet sich in § 106 Abs. 1 Gewerbeordnung (GewO) eine gesetzliche Regelung zum Direktionsrecht. Nach dieser Norm kann der Arbeitgeber gegenüber allen Arbeitnehmern Arbeitsinhalt, Arbeitsort und Arbeitszeit der Arbeitsleistung nach billigem Ermessen näher bestimmen. Der Arbeitgeber darf in Ausübung seines Weisungsrechts grundsätzlich bestimmen, welche Art von Leistungen der Arbeitnehmer zu erbringen hat. Es ermöglicht dem Arbeitgeber, dem Arbeitnehmer bestimmte Aufgaben zuzuweisen oder auch zu entziehen. Stets muss der Arbeitgeber bei Weisungen billiges Ermessen walten lassen. Nach dem Wortlaut des § 106 GewO handelt es sich um ein einseitiges Leistungsbestimmungsrecht nach § 315 BGB, wobei der quantitative Umfang der beiderseitigen Hauptleistungspflichten (Vergütungs- und Arbeitsleistungspflicht) dem Weisungsrecht nicht unterliegt. Deshalb ist der Arbeitgeber (abgesehen von eng begrenzten Not- und Ausnahmesituationen) nicht befugt, dem Arbeitnehmer eine geringerwertige Tätigkeit zuzuweisen, selbst dann nicht, wenn die bisherige Vergütung fortgezahlt wird.
Das Weisungsrecht bezieht sich nach § 106 Satz 1 GewO auch auf Weisungen, die die Ordnung und das Verhalten des Arbeitnehmers im Betrieb betreffen. Diese Bestimmung betrifft das Auftreten gegenüber Dritten und das äußere Erscheinungsbild des Arbeitnehmers. Hierzu gehören etwa das Tragen von Dienstkleidung oder betriebliche Bekleidungskonventionen.

## Grenzen
Dieses Weisungsrecht findet seine Grenzen im Rahmen der Gesetze, des kollektiven Arbeitsrechts (Betriebsvereinbarung, Tarifvertrag), dem Arbeitsvertrag sowie dem Mitbestimmungsrecht des Betriebsrats (§ 87 BetrVG); deren Regelungen haben stets Vorrang (§ 106 Satz 1 GewO). Weisungen können einen kollektiven Bezug aufweisen und müssen daher der Billigkeit entsprechen. Unbillige Weisungen müssen nicht, auch nicht vorläufig, vom Arbeitnehmer befolgt werden. Sie dürfen Arbeitnehmer insbesondere nicht wegen einer zulässigen Ausübung ihrer Rechte maßregeln. Das Weisungsrecht unterliegt der Kontrolle der Gerichte. Dabei sind insbesondere die Grundrechte des Arbeitnehmers zu beachten.
Eine Änderung der ursprünglich vereinbarten Rechte und Pflichten durch so genannte Konkretisierung in einen einseitig nicht veränderlichen Vertragsinhalt tritt nicht allein dadurch ein, dass der Arbeitnehmer längere Zeit in derselben Weise eingesetzt wurde. Zum reinen Zeitablauf müssen besondere Umstände hinzutreten, die erkennen lassen, dass der Arbeitnehmer nur noch verpflichtet sein soll, seine Arbeit unverändert zu erbringen. Wird die Grenze des Weisungsrechts überschritten, darf der Arbeitnehmer ein Leistungsverweigerungsrecht nach § 275 Abs. 3 BGB ausüben. Der Arbeitgeber gerät in Annahmeverzug (§ 615 BGB), wenn er dem Arbeitnehmer danach keine andere Arbeit zuweist.
Das Direktionsrecht des § 106 GewO berechtigt den Arbeitgeber nicht zur Erteilung von Weisungen, die zwingenden straf- und öffentlich-rechtlichen Bestimmungen zuwiderlaufen. So darf etwa ein Fernfahrer nicht angewiesen werden, die Lenkzeiten zu überschreiten. Eine Weisung des Arbeitgebers, gegen Straf- oder Ordnungswidrigkeitsvorschriften zu verstoßen, ist nichtig (§ 134 BGB). Unwirksam sind auch sittenwidrige (§ 138 BGB) oder diskriminierende (§ 7 AGG) Weisungen. Wird eine solche Weisung nicht befolgt, besteht kein Kündigungsgrund, da es für den Arbeitnehmer keine Verpflichtung gibt, einer unzulässigen Weisung Folge zu leisten. Werden dennoch Sanktionen wegen der Nichtbefolgung einer unzulässigen Weisung ausgesprochen, so verstoßen diese gegen das in § 612a BGB niedergelegte Maßregelungsverbot.

## Erweitertes Direktionsrecht
Das erweiterte Direktionsrecht verpflichtet den Arbeitnehmer aufgrund seiner Schadensabwehrpflicht, im Notfall auch Weisungen des Arbeitgebers Folge zu leisten, die über die im Arbeitsvertrag definierten Pflichten hinausgehen. Ein Notfall in diesem Sinne liegt dann vor, wenn ein Ereignis nicht vorhersehbar und unvermeidbar ist, nicht im Verantwortungsbereich des betroffenen Arbeitgebers liegt und/oder hoher finanzieller Schaden droht (§ 14 ArbZG) wie etwa eine Überstundenanweisung an das Empfangspersonal im Hotel, weil ein Reisebus voller Gäste wegen Staus später als erwartet eintrifft.